# Ogni volta (La Differenza)
Ogni volta è un singolo del gruppo La Differenza pubblicato nel 2011. Del brano viene realizzato anche un video musicale per la regia di Claudio Zagarini e Gianluca Catania.

## Tracce
1. Ogni volta – 3:13